# Treefingers
«Treefingers» es la quinta canción del álbum Kid A, del grupo de rock, Radiohead.

## Canción
Esta canción sirve como interludio entre How To Disappear Completely, y Optimistic, ambas críticas a la sociedad moderna.
Es una canción completamente ambiental e instrumental, sin embargo, muchas personas pensaron que el tema era "inútil", y que no tenía relevancia alguna en el álbum, sin embargo, como se menciona anteriormente, es una pausa que separa dos canciones: una más relajada (How To Disappear Completely), y la otra más activa (Optimistic).